# Tula
 (janvier 2013).
Pour les articles homonymes, voir Tula (homonymie).
Tula (aussi connue sous les noms de Tolan et de Tollan) est la capitale légendaire des Toltèques.
La localisation de Tula a longtemps posé des problèmes aux archéologues. L'archéologue Georges Vaillant l'identifiait aux ruines de Teotihuacán. Le Français Désiré Charnay avait fouillé le site à la fin du XIXe siècle. Ce n'est que dans les années 1940 que l'accord s'est fait pour la reconnaître définitivement dans ces ruines situées dans l'État mexicain d'Hidalgo, près de la ville moderne de Tula de Allende. Le site a fait l'objet de fouilles par les archéologues Eduardo Matos Moctezuma et Richard Diehl. 
Si l'on excepte les célèbres « Atlantes », le site est moins spectaculaire que beaucoup d'autres ensembles cérémoniels urbains de Mésoamérique. Située sur un promontoire, la ville, qui occupe une superficie de 14 km2, s'est développée au cours de deux phases : la phase Corral (800 à 900) et la phase Tollan (900 à 1150). Les traces d'incendie semblent indiquer qu'elle a connu une fin brutale, peut-être aggravée par une période de sécheresse qui eut lieu entre 1149 et 1167 et qui coïncida avec le déclin de la culture toltèque.

## Le site

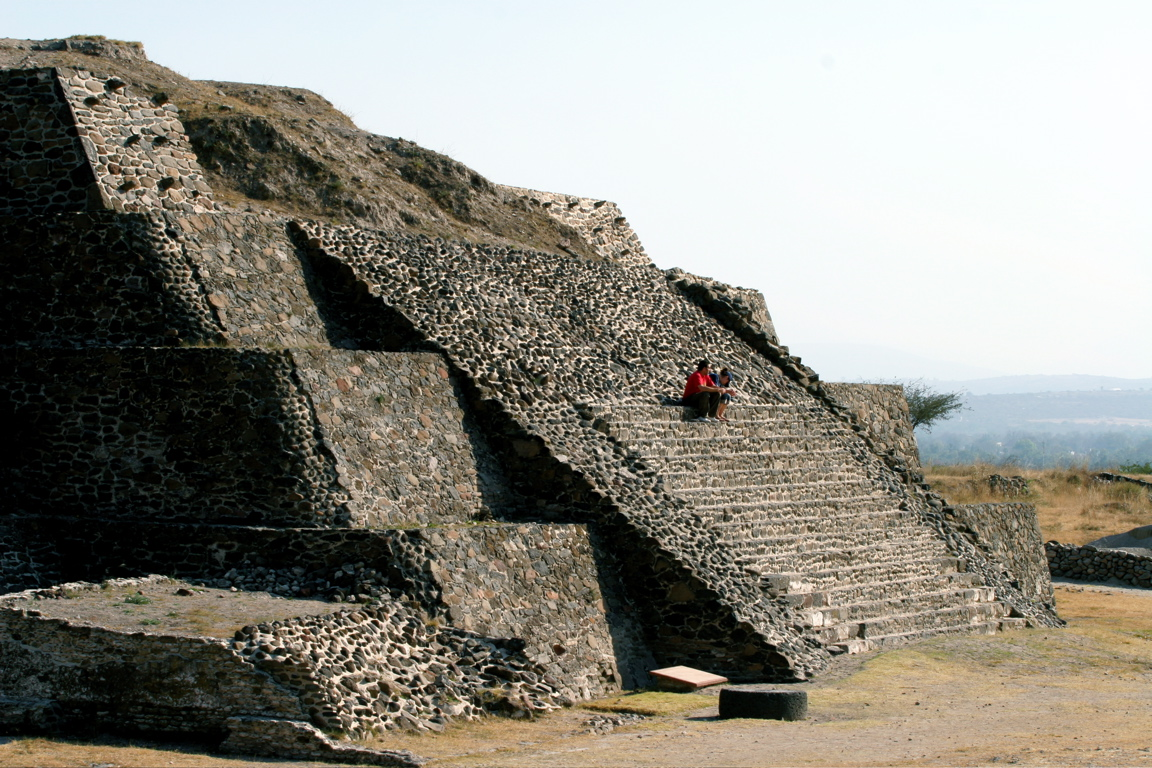
Pyramide de Tlahuizcalpantecuhtli, une des formes que prend Quetzalcóatl, dieu patron de la capitale toltèque.

Au VIIIe siècle, le noyau de Tula se trouvait à 1 km plus au nord, à Tula Chico, dont le jeu de balle ressemble fort à celui de Xochicalco. Au Xe siècle, Tula Chico est abandonné pour un nouveau centre, celui dont les touristes actuels visitent les monuments emblématiques, appelé Tula Grande. Certains spécialistes ont formulé l'hypothèse d'un lien entre la construction de ce nouveau centre et le conflit qui, selon la tradition, opposa Quetzalcóatl et Tezcatlipoca. 
Les monuments du centre cérémoniel se répartissent autour d'une place. À l'est se situe un monument mal connu, la pyramide C. Au nord de celle-ci se trouve l'ensemble célèbre formé par la pyramide B et le « Palacio Quemado » (palais brûlé). 

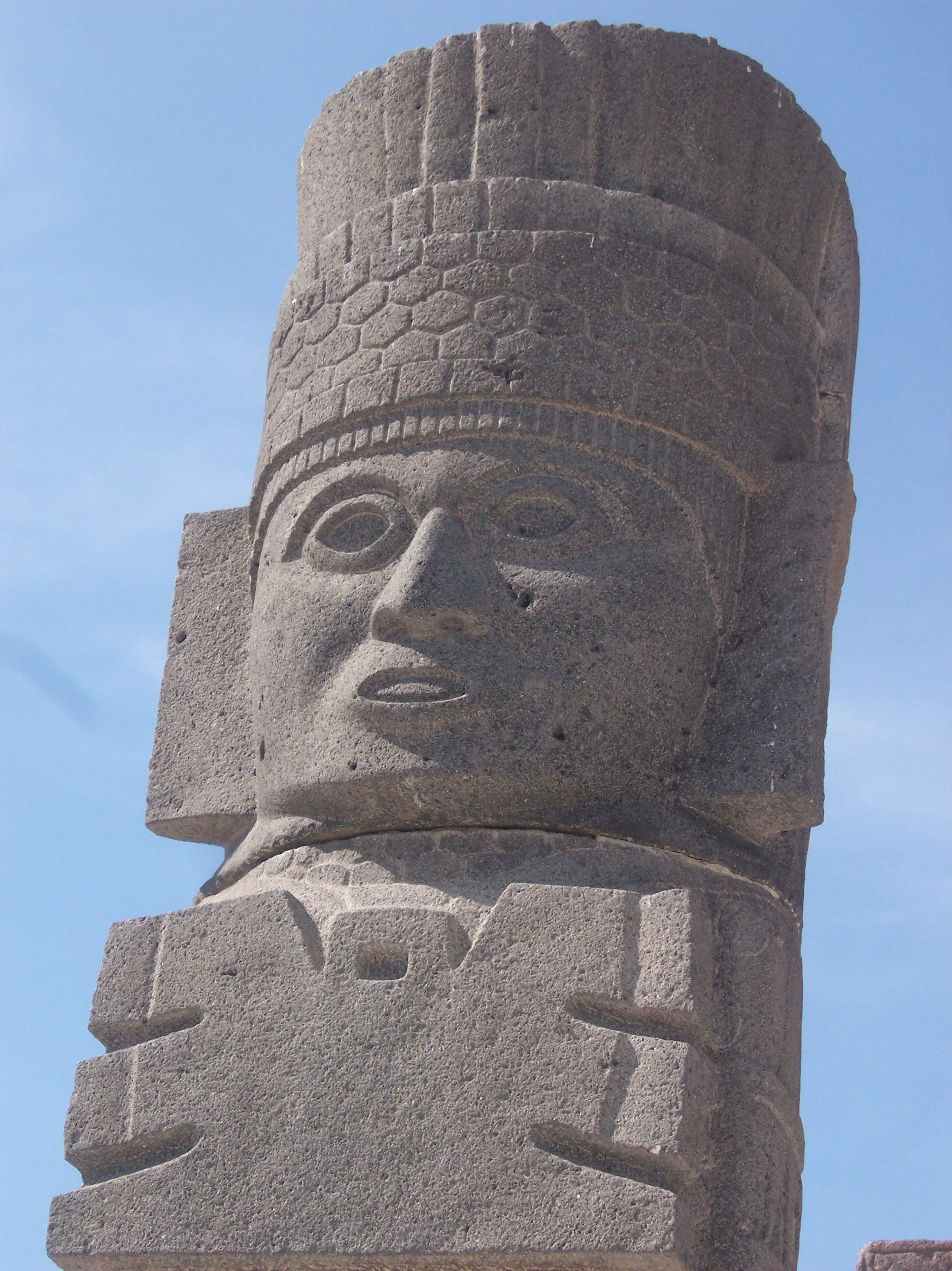
Un des Atlantes

La pyramide B est également connue sous le nom de «Temple de Tlahuizcalpantecuhtli», c'est-à-dire le dieu Quetzalcoatl sous la forme de la planète Vénus. Devant le temple se trouvait un portique, dont ne subsiste que la base des piliers. Au fond de ce portique se trouve une banquette décorée d'une procession de guerriers. Au sommet de la pyramide B se trouvent quatre statues colossales, connues sous le nom d'«Atlantes», qui soutenaient le toit d'une salle, doublés par quatre piliers. Ces statues de basalte, hautes de 4,80 m, sont formées de quatre morceaux, emboités par un système de tenon-mortaise. Elles représentent des guerriers toltèques, tenant dans une main droite un atlatl (arme de propulsion) et dans l'autre un carquois de javelines, une épée courte et une bourse à encens (l'emblème des prêtres). L'entrée du temple était formée de deux colonnes en forme de serpent. Au nord de la pyramide se trouve un mur appelé «Coatepantli», décoré d'une frise de serpents dévorant des squelettes.
À côté de la Pyramide B se trouve le Palais Brûlé, qui a effectivement été détruit par un incendie. Il est composé de trois salles hypostyles, qui servaient sans doute de lieu de réunion à la classe dirigeante des guerriers, ce dont semblent témoigner les banquettes le long des murs. Lors de fouilles effectuées en 1993, on a découvert sous cet édifice deux offrandes remarquables, un disque de mosaïque de turquoise et un pectoral de coquillages.
Les statues appelées «Chac Mool» (ou «Chak Mo'ol») sont un des éléments les plus caractéristiques du site. Ce terme maya a été inventé au XIXe siècle par Auguste Le Plongeon, pour désigner une statue du même type à Chichen Itza. Cette expression, qui signifie «grand jaguar rouge» en maya, semble remarquablement mal appropriée, mais est conservée pour des raisons pratiques. Il s'agit d'individus allongés, reposant sur les coudes, la tête tournée à 90° et tenant dans leurs mains une coupe. Comment souvent en archéologie, il n'existe pas de certitude, mais on pense généralement que ces statues étaient destinées à accueillir des offrandes.
On a découvert à Tula deux terrains de jeu de balle, l'un à l'ouest, l'autre au nord de la place centrale. Ce dernier, en forme de «I», ressemble fort à celui de Xochicalco.